# Geek

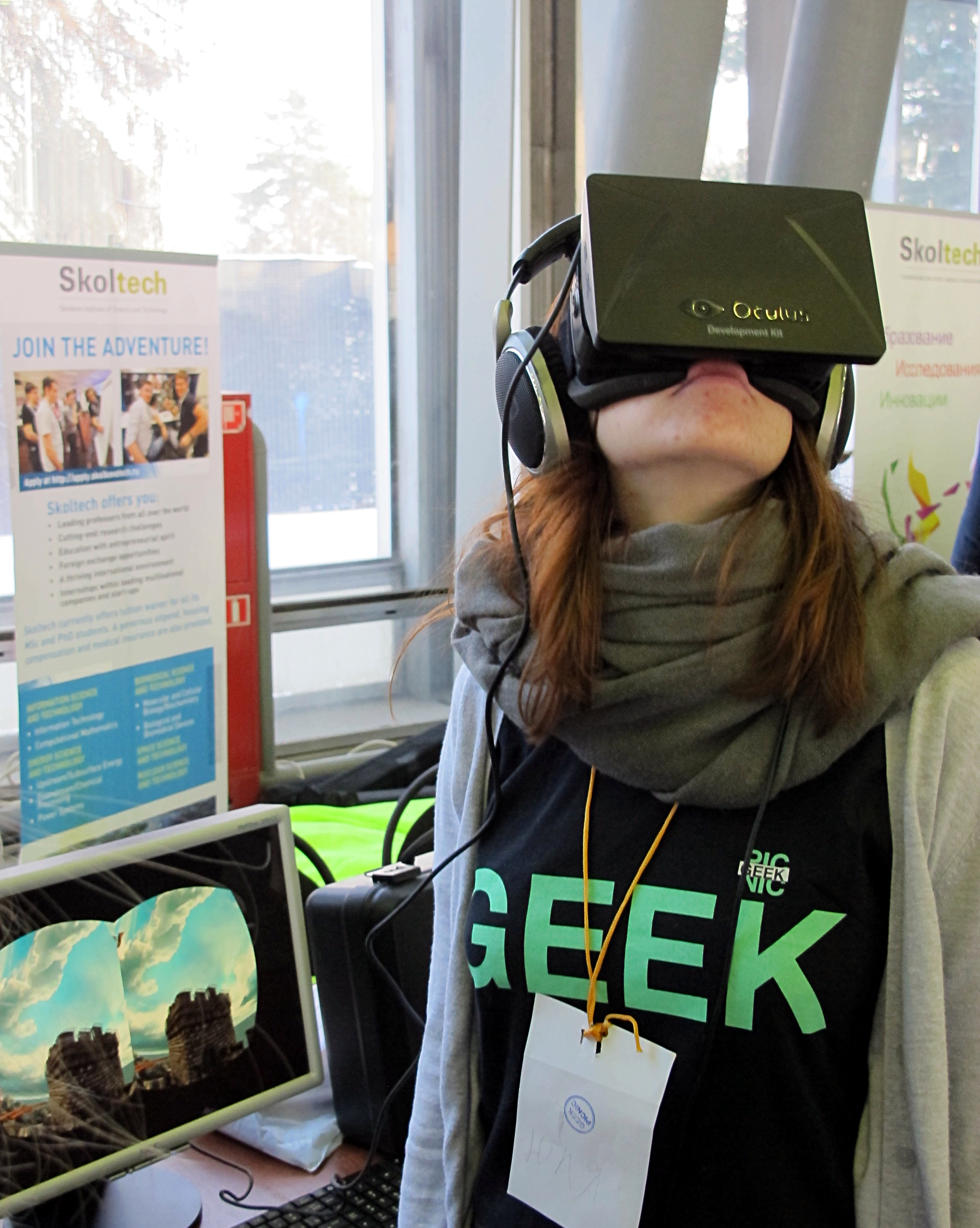
Um visitante da Geek Picnic (Moscou) vestindo uma camiseta da Geek e um headset da VR

Geek (pronúncia no AFI: [ˈgiːk]) é um anglicismo e uma gíria inglesa que se refere a pessoas peculiares ou excêntricas, fãs de tecnologia, eletrônica, jogos eletrônicos ou de tabuleiro, histórias em quadrinhos, mangás, animes, livros, filmes e séries.
Embora frequentemente considerado como um pejorativo, o termo é usado pelos jovens sem malícia e como uma fonte de orgulho. Seu significado evoluiu conotar "alguém que está interessado em um assunto (normalmente intelectual ou complexo) para sua própria causa".
Embora não seja consenso, geeks são frequentemente apontados como um dos tipos de nerd.

## Definição
A definição de geek mudou consideravelmente ao longo do tempo e já não há um significado definitivo. Os termos nerd, dweeb e dork têm significados semelhantes a geek, mas muitos optam por identificar diferentes conotações entre esses termos, embora as diferenças sejam controversas. Em uma entrevista em 2007 ao Colbert Report, Richard Clarke disse que a diferença entre nerds e geeks é que "geeks  fazem acontecer."
Adeptos da doutrina geek definem o termo como um “técnico, doutor, autodidata, apaixonado pelo que faz e pelo que compreende”.
Para o psicólogo Erick Itakura, do Núcleo de Pesquisa em Psicologia e Informática da Clínica da Pontifícia Universidade Católica de São Paulo, geek e nerd são a mesma coisa. Em sua opinião, o que mudou ao longo dos anos foi a aceitação social das pessoas ligadas em tecnologia.

### Origem
A palavra geek teve seu primeiro registro em 1876, como sinônimo de fool (bobo) e posteriormente passou a designar artistas ambulantes que ganhavam a vida exibindo-se nos mafuás ou nas ruas, em performances bizarras que incluíam arrancar a cabeça de uma galinha viva com os dentes ou comer insetos (em inglês:  bugs). Por analogia, passou-se a designar como computer geek aquele que ganha a vida "comendo" bugs de computador.
A expressão só adquiriu contornos positivos quando a tecnologia ganhou status de poder liberador. Nos anos 1990, o “Jargon File”, um léxico criado pela primeira geração de pioneiros da internet, definiu geek como "uma pessoa que escolheu a concentração no lugar da conformidade; alguém que busca objetivo (em particular, técnicos) e imaginação, não a adequação social padronizada. Geeks em geral sofrem de neofilia (atração por tudo aquilo que é novidade) e são adeptos de computadores".